# Оргия
Оргия (на гръцки: όργιον) – групово полово сношение; религиозен празник свързан с религията на много древни народи, изповядва се от древните гърци, римляните, египтяните и др.
Например в римските езически традиции: празненството било в чест на бога на вината и веселията Вакха. Оргията предхождала римския празник на Сатурн (Дионисий Велики).
Оргията в тяхната култура е била с чисто сексуален характер, а участниците влизат в безразборни полови отношения един с друг. Синоним на оргията е вакханалията.